# Nososticta nigrofasciata
Nososticta nigrofasciata – gatunek ważki z rodziny pióronogowatych (Platycnemididae).